# نابض ورقي

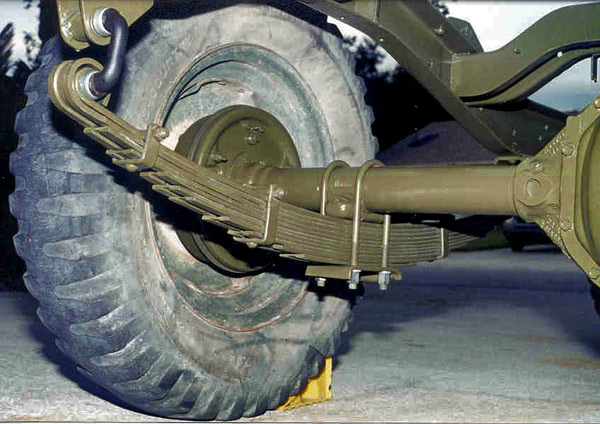
النابض الورقي التقليدي.

النابض الورقي (بالإنجليزية: Leaf Spring)‏، هو أحد أبسط أنواع النوابض التي تُستخدم بشكل شائع في أنظمة التعليق بالمركبات. عرف في البداية باسم النابض الطبقي أو نابض العربة، ويُطلق عليه أحيانًا النابض نصف الإهليلجي أو النابض الإهليلجي. يُعد هذا النابض من أقدم أنظمة تعليق المركبات. يتكون من لوحات رفيعة وضيقة ومنحنية على شكل قوس، تُثبت على المحور وهيكل المركبة بحيث يمكنها الانثناء عموديًا استجابة لتغيرات سطح الطريق.
النوابض الورقية الجانبية (Lateral Leaf Springs) هي الأكثر شيوعًا، حيث تمتد عبر طول المركبة وتُثبت بشكل عمودي على محور العجلة، بينما توجد أيضًا النوابض الورقية العرضية (Transverse Leaf Springs) في بعض التصاميم.

تؤدي النوابض الورقية عدة وظائف في نظام التعليق، مثل تحديد الموقع وتوفير المرونة، كما تساهم جزئيًا في التخميد من خلال الاحتكاك بين اللوحات. لكن هذا الاحتكاك غير مُتحكَّم فيه بشكل دقيق، مما قد يتسبب في التصاق وحركات غير منتظمة. لذلك، استخدمت بعض الشركات النوابض الورقية الأحادية (Mono-Leaf Springs) لتحسين الأداء والتغلب على المشكلة.